# Portlandia (serie televisiva)
Portlandia è una serie televisiva statunitense trasmessa dal 21 gennaio 2011 sul canale IFC, ideata ed interpretata da Fred Armisen e Carrie Brownstein.
La serie, ambientata e girata a Portland, in Oregon, prende il nome da una statua situata presso l'entrata del Portland Building, nel centro della città, che compare nella sigla.
In Italia la serie è inedita.

## Episodi
| Stagione         | Episodi | Prima TV USA | Prima TV Italia |
| ---------------- | ------- | ------------ | --------------- |
| Prima stagione   | 6       | 2011         | inedita         |
| Seconda stagione | 10      | 2012         | inedita         |
| Terza stagione   | 11      | 2012-2013    | inedita         |
| Quarta stagione  | 10      | 2014         | inedita         |
| Quinta stagione  | 10      | 2015         | inedita         |
| Sesta stagione   | 10      | 2016         | inedita         |
| Settima stagione | 10      | 2017         | inedita         |
| Ottava stagione  | 10      | 2018         | inedita         |

## Produzione

### Ideazione
Brownstein e Armisen si sono incontrati per la prima volta nei primi anni 2000 e nel 2005 hanno iniziato a collaborare a una serie di sketch comici per Internet, sotto il nome di ThunderAnt. Con il tempo gli sketch sono diventati sempre più incentrati sulla città di Portland.
Nel luglio del 2009, il duo ha deciso di sviluppare l'idea in una vera e propria serie televisiva a sketch, proposta al canale IFC e alla casa di produzione di Lorne Michaels, che hanno subito approvato il progetto.

### Riprese
La serie è ambientata e girata nella città di Portland, nell'Oregon. La prima stagione, composta da sei episodi, è stata girata nell'agosto e nel settembre del 2010. Il budget della stagione era fissato a meno di un milione di dollari. Armisen e Brownstein hanno scritto gli sketch apparsi nei primi sei episodi, insieme a Allison Silverman, ex sceneggiatore e produttore esecutivo di The Colbert Report, e al regista Jonathan Krisel. Lorne Michaels è stato il produttore esecutivo.
La serie è interpretata da Fred Armisen e Carrie Brownstein, che impersonano un'ampia varietà di personaggi. Tra le guest star vi sono Selma Blair, Steve Buscemi, Aimee Mann, Sarah McLachlan, Heather Graham, Aubrey Plaza, Jason Sudeikis, Gus Van Sant, Tim Robbins, Eddie Vedder e Kyle MacLachlan, nel ruolo del sindaco di Portland. Inoltre in due episodi compare il vero sindaco di Portland Sam Adams, nel ruolo dell'assistente del sindaco. Un altro episodio mostra un festival musicale simile al MusicfestNW di Portland, nel quale compare una band rock composta da Colin Meloy e Jenny Conlee dei Decemberists, James Mercer dei Shins, l'ex fidanzata e compagna di band di Brownstein Corin Tucker, e Isaac Brock dei Modest Mouse.
Il 10 febbraio 2015 è stato annunciato il rinnovo della serie per una sesta e settima stagione.
Il 15 gennaio 2017 la serie è stata rinnovata per un'ottava e ultima stagione, andata in onda fino al 22 marzo 2018.